# Зингинка
Зингинка — река в России, протекает в Кировской области. Протекает по болотистой местности, впадает в старицу Вятки. Устье реки находится в 609 км по левому берегу реки Вятки. Длина реки составляет 14 км.

## Данные водного реестра
По данным государственного водного реестра России относится к Камскому бассейновому округу, водохозяйственный участок реки — Вятка от города Киров до города Котельнич, речной подбассейн реки — Вятка. Речной бассейн реки — Кама.
Код объекта в государственном водном реестре — 10010300312111100034891.